# 王景全
王景全（1937年11月8日—），出生于江西南昌，籍贯辽宁绥中，中国桥梁工程专家，现任解放军理工大学教授。1961年毕业于中国人民解放军军事工程学院。2003年当选为中国工程院院士。